# 实皆
實皆是緬甸實皆省的首府與主要城市，位於距離曼德勒西南二十公里的伊洛瓦底江對岸。另有巴利文名为阇耶补罗（ဇေယျာပူရ），意为胜利之城。为宗教重镇，佛寺众多。

## 历史
1315年至1364年为实皆王国都城:227。
阿瓦王朝时期为王嗣封地。贡榜王朝囊陀基王曾在1760年至1763年定都于此。近郊的敏贡成为国王行宫，修有敏贡大佛塔、欣毕梅佛塔。
1934年，英國人修筑阿瓦橋，有十六跨，沟通實皆與曼德勒。
1988年8888民主运动期间，实皆爆发示威并和军警发生冲突，发生惨案，有300名民众丧命。
2025年3月28日發生2025年緬甸地震，位於震央地區，該市在地震後超過80%城市機能癱瘓。